# Everybody's Everything
Everybody's Everything è la prima raccolta del rapper statunitense Lil Peep, pubblicato il 15 novembre 2019, esattamente due anni dopo la morte di Peep, dalla Columbia Records.
L'album è stato annunciato il 1º novembre 2019, come tributo a quello che sarebbe stato il 23º compleanno del rapper. L'album uscirà insieme all'omonimo documentario. Sono previsti diversi negozi a tempo che apriranno a novembre a New York e Los Angeles. L'EP Goth Angel Sinner, pubblicato il 31 ottobre 2019, funge anche da singolo per l'album.

## Antefatti
L'album contiene una raccolta di brani inediti registrati in precedenza. I nuovi brani presentati prevedono le collaborazioni con Gab3, canzoni da solista come PRINCESS, brani precedentemente pubblicati come cobain e walk away as the door slams del mixtape Hellboy, witchblades dell'EP Castles II, e tutti e tre i brani dell'EP Goth Angel Sinner. Un comunicato stampa ha descritto l'album come "una raccolta amorevolmente curata di canzoni della carriera di Lil Peep".

## Tracce
1. Liar – 2:52 (testo: Gustav Åhr, Benjamin Friars-Funkhauser, Brendan Murray – musica: Bighead, Fish Narc)
2. Aquafina (feat. Rich the Kid) – 3:02 (testo: Gustav Åhr, Brendan Murray, Dimitri Roger – musica: Bighead)
3. Ratchets (feat. Lil Tracy) – 3:12 (testo: Gustav Åhr, Cesar Peralta, Jazz Butler, Robert McKeon Jr., Thomas Pentz – musica: 4B, Cesardaemperor, Diplo)
4. Fangirl (feat. Gab3) – 2:06 (testo: Gustav Åhr, Adam Saini, Benjamin Friars-Funkhauser, Gabriel Rousseau – musica: Fish Narc)
5. LA to London (feat. Gab3) – 3:18 (testo: Gustav Åhr, Adam Saini, Benjamin Friars-Funkhauser, Gabriel Rousseau – musica: Fish Narc)
6. Rockstarz (feat. Gab3) – 2:18 (testo: Gustav Åhr, Adam Saini, Benjamin Friars-Funkhauser, Gabriel Rousseau – musica: Fish Narc)
7. Text Me (feat. Era) – 2:25 (testo: Gustav Åhr, Edgard Herrera, Henry Nichols, Justin Friedman, – musica: Bagelboi, Era, Pharaoh Vice)
8. Princess – 4:10 (testo: Gustav Åhr, Jerick Quilisadio – musica: Cold Hart)
9. Moving On – 3:23 (testo: Gustav Åhr, Benjamin Friars-Funkhauser – musica: Fish Narc)
10. Belgium – 4:00 (testo: Gustav Åhr, Benjamin Friars-Funkhauser – musica: Fish Narc)
11. When I Lie – 3:57 (testo: Gustav Åhr, Benjamin Friars-Funkhauser – musica: Fish Narc)
12. I've Been Waiting (feat. ILoveMakonnen) (versione originale) – 3:54 (testo: Gustav Åhr, Brenton Duvall, Makonnen Sharon – musica: Brenton Duvall)
13. Live Forever – 2:40 (testo: Gustav Åhr, Nicholas Brobak, Rob Dell – musica: Nick Brobak)
14. Ghost Boy – 2:10 (testo: Gustav Åhr, Dylan Ross – musica: Dylan Ross)
15. Keep My Coo – 4:26 (testo: Gustav Åhr, Carlos Robinson – musica: Big Lo$)
16. White Tee (feat. Lil Tracy) – 2:08 (testo: Gustav Åhr, Braden Morgan, Jazz Butler, Ben Gibbard, Jimmy Tamborello – musica: Nedarb)
17. Cobain (feat. Lil Tracy) – 2:30 (testo: Gustav Åhr, Dylan Mullen, Jazz Butler, Mike Kinsella – musica: Smokeasac)
18. Witchblades (feat. Lil Tracy) – 2:30 (testo: Gustav Åhr, Cody Littlefield, Brendan Murray, Jazz Butler, Gavin Brown, Neil Sanderson, Barry Stock, Brad Walst, Matt Walst – musica: Bighead, Yung Cortex)
19. Walk Away as the Door Slams (feat. Lil Tracy) (versione acustica) – 1:58 (testo: Gustav Åhr, Jazz Butler, Mark Hoppus, Travis Barker – musica: IIVI)